# BAFTA (премия, 2009)
62-я церемония вручения наград премии BAFTA

8 февраля 2009
Лучший фильм: 

Миллионер из трущоб 

 Slumdog Millionaire
Лучший британский фильм: 

Человек на канате 

Man on Wire
Лучший неанглоязычный фильм: 

Я так давно тебя люблю 

Il y a longtemps que je t’aime
< 61-я Церемонии вручения 63-я >
62-я церемония вручения наград премии BAFTA, учреждённой Британской академией кино и телевизионных искусств, за заслуги в области кинематографа за 2008 год состоялась в Лондоне 8 февраля 2009 года.
Номинанты на премию стали известны 15 января 2009 года.

## Полный список победителей и номинантов
| Победители выделены отдельным цветом. |

### Основные категории
| Категории                                | Победитель и номинанты                                                                             |
| ---------------------------------------- | -------------------------------------------------------------------------------------------------- |
| Лучший фильм                             | • «Миллионер из трущоб» — Кристиан Колсон, Дэнни Бойл                                              |
| Лучший фильм                             | • «Харви Милк» — Дэн Джинкс, Брюс Коэн, Гас Ван Сент                                               |
| Лучший фильм                             | • «Чтец» — Энтони Мингелла, Сидни Поллак, Скотт Рудин, Стивен Долдри, Донна Джильотти              |
| Лучший фильм                             | • «Фрост против Никсона» — Рон Ховард, Тим Беван, Эрик Феллнер, Брайан Грейзер                     |
| Лучший фильм                             | • «Загадочная история Бенджамина Баттона» — Кэтлин Кеннеди, Фрэнк Маршалл, Рэй Старк, Дэвид Финчер |
| Лучший британский фильм                  | • «Человек на канате» — Саймон Чинн, Джеймс Марш                                                   |
| Лучший британский фильм                  | • «Голод» — Лора Гастингс-Смит, Робин Гатч, Стив Маккуин                                           |
| Лучший британский фильм                  | • «Миллионер из трущоб» — Кристиан Колсон, Дэнни Бойл, Саймон Бофой                                |
| Лучший британский фильм                  | • «Мамма миа!» — Филлида Ллойд, Джуди Креймер, Гэри Готцман, Кэтрин Джонсон                        |
| Лучший британский фильм                  | • «Залечь на дно в Брюгге» — Грэм Бродбент, Питер Чернин, Мартин Макдонах                          |
| Лучший неанглоязычный фильм              | • «Я так давно тебя люблю» (режиссёр — Филипп Клодель; Франция)                                    |
| Лучший неанглоязычный фильм              | • «Гоморра» (режиссёр — Маттео Гарроне; Италия)                                                    |
| Лучший неанглоязычный фильм              | • «Вальс с Баширом» (режиссёр — Ари Фолман; Израиль)                                               |
| Лучший неанглоязычный фильм              | • «Комплекс Баадера-Майнхоф» (режиссёр — Ули Эдель; Германия)                                      |
| Лучший неанглоязычный фильм              | • «Персеполис» (режиссёры — Маржан Сатрапи, Венсан Паронно; Франция)                               |
| Лучшая режиссёрская работа               | • Дэнни Бойл — «Миллионер из трущоб»                                                               |
| Лучшая режиссёрская работа               | • Стивен Долдри — «Чтец»                                                                           |
| Лучшая режиссёрская работа               | • Клинт Иствуд — «Подмена»                                                                         |
| Лучшая режиссёрская работа               | • Рон Ховард — «Фрост против Никсона»                                                              |
| Лучшая режиссёрская работа               | • Дэвид Финчер — «Загадочная история Бенджамина Баттона»                                           |
| Лучшая мужская роль                      | • Микки Рурк — «Рестлер»                                                                           |
| Лучшая мужская роль                      | • Шон Пенн — «Харви Милк»                                                                          |
| Лучшая мужская роль                      | • Дев Патель — «Миллионер из трущоб»                                                               |
| Лучшая мужская роль                      | • Фрэнк Ланджелла — «Фрост против Никсона»                                                         |
| Лучшая мужская роль                      | • Брэд Питт — «Загадочная история Бенджамина Баттона»                                              |
| Лучшая женская роль                      | • Кейт Уинслет — «Чтец»                                                                            |
| Лучшая женская роль                      | • Мерил Стрип — «Сомнение»                                                                         |
| Лучшая женская роль                      | • Анджелина Джоли — «Подмена»                                                                      |
| Лучшая женская роль                      | • Кейт Уинслет — «Дорога перемен»                                                                  |
| Лучшая женская роль                      | • Кристин Скотт Томас — «Я так давно тебя люблю»                                                   |
| Лучшая мужская роль второго плана        | • Хит Леджер — «Тёмный рыцарь»                                                                     |
| Лучшая мужская роль второго плана        | • Филип Сеймур Хоффман — «Сомнение»                                                                |
| Лучшая мужская роль второго плана        | • Брэд Питт — «После прочтения сжечь»                                                              |
| Лучшая мужская роль второго плана        | • Брендан Глисон — «Залечь на дно в Брюгге»                                                        |
| Лучшая мужская роль второго плана        | • Роберт Дауни-младший — «Солдаты неудачи»                                                         |
| Лучшая женская роль второго плана        | • Пенелопа Крус — «Вики Кристина Барселона»                                                        |
| Лучшая женская роль второго плана        | • Эми Адамс — «Сомнение»                                                                           |
| Лучшая женская роль второго плана        | • Мариса Томей — «Рестлер»                                                                         |
| Лучшая женская роль второго плана        | • Фрида Пинто — «Миллионер из трущоб»                                                              |
| Лучшая женская роль второго плана        | • Тильда Суинтон — «После прочтения сжечь»                                                         |
| Лучший анимационный полнометражный фильм | • «ВАЛЛ-И» — Эндрю Стэнтон                                                                         |
| Лучший анимационный полнометражный фильм | • «Вальс с Баширом» — Ари Фолман                                                                   |
| Лучший анимационный полнометражный фильм | • «Персеполис» — Маржан Сатрапи, Венсан Паронно                                                    |
| Лучший адаптированный сценарий           | • «Миллионер из трущоб» — Саймон Бофой                                                             |
| Лучший адаптированный сценарий           | • «Чтец» — Дэвид Хэйр                                                                              |
| Лучший адаптированный сценарий           | • «Дорога перемен» — Джастин Хэйс                                                                  |
| Лучший адаптированный сценарий           | • «Фрост против Никсона» — Питер Морган                                                            |
| Лучший адаптированный сценарий           | • «Загадочная история Бенджамина Баттона» — Эрик Рот, Робин Суикорд                                |
| Лучший оригинальный сценарий             | • «Залечь на дно в Брюгге» — Мартин МакДонах                                                       |
| Лучший оригинальный сценарий             | • «Подмена» — Джозеф Майкл Стражински                                                              |
| Лучший оригинальный сценарий             | • «Харви Милк» — Дастин Лэнс Блэк                                                                  |
| Лучший оригинальный сценарий             | • «После прочтения сжечь» — Джоэл Коэн, Итан Коэн                                                  |
| Лучший оригинальный сценарий             | • «Я так давно тебя люблю» — Филипп Клодель                                                        |

### Другие категории
| Категории                                                                                | Победитель и номинанты                                                                                   |
| ---------------------------------------------------------------------------------------- | --- |
| Лучшая музыка к фильму                                                                   | • «Миллионер из трущоб» — А. Р. Рахман                                                                   |
| Лучшая музыка к фильму                                                                   | • «ВАЛЛ-И» — Томас Ньюман                                                                                |
| Лучшая музыка к фильму                                                                   | • «Мамма миа!» — Бенни Андерссон, Бьёрн Ульвеус                                                          |
| Лучшая музыка к фильму                                                                   | • «Тёмный рыцарь» — Джеймс Ньютон Ховард, Ханс Циммер                                                    |
| Лучшая музыка к фильму                                                                   | • «Загадочная история Бенджамина Баттона» — Александр Деспла                                             |
| Лучшая операторская работа                                                               | • «Миллионер из трущоб» — Энтони Дод Мэнтл                                                               |
| Лучшая операторская работа                                                               | • «Подмена» — Том Стерн                                                                                  |
| Лучшая операторская работа                                                               | • «Тёмный рыцарь» — Уолли Пфистер                                                                        |
| Лучшая операторская работа                                                               | • «Чтец» — Крис Менгес, Роджер Дикинс                                                                    |
| Лучшая операторская работа                                                               | • «Загадочная история Бенджамина Баттона» — Клаудио Миранда                                              |
| Лучшие визуальные эффекты                                                                | • «Загадочная история Бенджамина Баттона» — Эрик Барба, Крэйг Баррон и другие…                           |
| Лучшие визуальные эффекты                                                                | • «Квант милосердия» — Крис Корболд, Кевин Тод Хог                                                       |
| Лучшие визуальные эффекты                                                                | • «Тёмный рыцарь» — Крис Корболд, Ник Дэвис и другие…                                                    |
| Лучшие визуальные эффекты                                                                | • «Железный человек» — Хэл Хиккел, Джон Нелсон и другие…                                                 |
| Лучшие визуальные эффекты                                                                | • «Индиана Джонс и Королевство хрустального черепа» — Пабло Хелман, Маршалл Крассер, Стив Роулинс        |
| Лучший грим                                                                              | • «Загадочная история Бенджамина Баттона» — Джин Блэк, Коллин Каллаган                                   |
| Лучший грим                                                                              | • «Тёмный рыцарь» — Питер Робб-Кинг                                                                      |
| Лучший грим                                                                              | • «Харви Милк» — Стивен Андерсон, Майкл Уайт                                                             |
| Лучший грим                                                                              | • «Герцогиня» — Дэниэл Филлипс, Джен Арчибальд                                                           |
| Лучший грим                                                                              | • «Фрост против Никсона» — Эдуард Энрикес, Ким Сантантонио                                               |
| Лучший дизайн костюмов                                                                   | • «Герцогиня» — Майкл О’Коннор                                                                           |
| Лучший дизайн костюмов                                                                   | • «Подмена» — Дебора Хоппер                                                                              |
| Лучший дизайн костюмов                                                                   | • «Тёмный рыцарь» — Линди Хемминг                                                                        |
| Лучший дизайн костюмов                                                                   | • «Дорога перемен» — Альберт Вольски                                                                     |
| Лучший дизайн костюмов                                                                   | • «Загадочная история Бенджамина Баттона» — Жаклин Уэст                                                  |
| Лучшая работа художника-постановщика                                                     | • «Загадочная история Бенджамина Баттона» — Дональд Грэм Бёрт, Виктор Дж. Золфо                          |
| Лучшая работа художника-постановщика                                                     | • «Подмена» — Джеймс Дж. Мураками, Гэри Феттис                                                           |
| Лучшая работа художника-постановщика                                                     | • «Тёмный рыцарь» — Натан Кроули, Питер Ландо                                                            |
| Лучшая работа художника-постановщика                                                     | • «Дорога перемен» — Кристи Зеа, Дебра Шутт                                                              |
| Лучшая работа художника-постановщика                                                     | • «Миллионер из трущоб» — Марк Дигби, Мишель Дэй                                                         |
| Лучший монтаж                                                                            | • «Миллионер из трущоб» — Крис Диккенс                                                                   |
| Лучший монтаж                                                                            | • «Тёмный рыцарь» — Ли Смит                                                                              |
| Лучший монтаж                                                                            | • «Подмена» — Джоэл Кокс, Гэри Д. Роуч                                                                   |
| Лучший монтаж                                                                            | • «Залечь на дно в Брюгге» — Джон Грегори                                                                |
| Лучший монтаж                                                                            | • «Фрост против Никсона» — Майк Хилл, Дэн Хэнли                                                          |
| Лучший монтаж                                                                            | • «Загадочная история Бенджамина Баттона» — Кирк Бакстер, Энгус Уолл                                     |
| Лучший звук                                                                              | • «Миллионер из трущоб» — Иэн Тэпп, Гленн Фримантл и другие…                                             |
| Лучший звук                                                                              | • «ВАЛЛ-И» — Том Майерс, Мэттью Вуд и другие…                                                            |
| Лучший звук                                                                              | • «Подмена» — Уолт Мартин, Алан Роберт Мюррей и другие…                                                  |
| Лучший звук                                                                              | • «Тёмный рыцарь» — Лора Хиршберг, Ричард Кинг и другие…                                                 |
| Лучший звук                                                                              | • «Квант милосердия» — Эдди Джозеф, Майк Прествуд Смит и другие…                                         |
| Лучший анимационный короткометражный фильм                                               | • «Невероятные приключения Уоллеса и Громита: Дело о хлебе и смерти» — Ник Парк, Боб Бейкер, Стив Пеграм |
| Лучший анимационный короткометражный фильм                                               | • Varmints — Сью Гофф, Марк Краст                                                                        |
| Лучший анимационный короткометражный фильм                                               | • Codswallop — Грег МакЛеод, Майлс МакЛеод                                                               |
| Лучший короткометражный фильм                                                            | • September — Стюарт ле Марешаль, Эстер Мэй Кэмпбелл                                                     |
| Лучший короткометражный фильм                                                            | • Ralph — Алекс Винклер, Оливье Кэмпфер                                                                  |
| Лучший короткометражный фильм                                                            | • Voyages D’Affaires — Селин Кидо, Шон Эллис                                                             |
| Лучший короткометражный фильм                                                            | • Kingsland #1 The Dreamer — Кейт Огборн, Тони Грисони                                                   |
| Лучший короткометражный фильм                                                            | • Love You More — Патрик Марбер, Кэролайн Харви, Сэм Тейлор-Вуд, Энтони Мингелла                         |
| Премия им. Карла Формана за лучший дебют британского сценариста, режиссёра или продюсера | • Стив Маккуин — «Голод» (режиссёр, сценарист)                                                           |
| Премия им. Карла Формана за лучший дебют британского сценариста, режиссёра или продюсера | • Джуди Креймер — «Мамма миа!» (продюсер)                                                                |
| Премия им. Карла Формана за лучший дебют британского сценариста, режиссёра или продюсера | • Гарт Дженнингс — «Сын Рэмбо» (сценарист)                                                               |
| Премия им. Карла Формана за лучший дебют британского сценариста, режиссёра или продюсера | • Саймон Чинн — «Человек на канате» (продюсер)                                                           |
| Премия им. Карла Формана за лучший дебют британского сценариста, режиссёра или продюсера | • Рой Болтер, Солон Пападопулос — «Время и город» (продюсеры)                                            |
| Восходящая звезда                                                                        | • Ноэль Кларк                                                                                            |
| Восходящая звезда                                                                        | • Майкл Сера                                                                                             |
| Восходящая звезда                                                                        | • Ребекка Холл                                                                                           |
| Восходящая звезда                                                                        | • Тоби Кеббелл                                                                                           |
| Восходящая звезда                                                                        | • Майкл Фассбендер                                                                                       |
| Michael Balcon Award за вклад в развитие британского кинематографа                       | • Pinewood Studios                                                                                       |
| Michael Balcon Award за вклад в развитие британского кинематографа                       | • Shepperton Studios                                                                                     |
| BAFTA Academy Fellowship Award                                                           | • Дон Френч — актриса, писательница, комик                                                               |
| BAFTA Academy Fellowship Award                                                           | • Дженнифер Саундерс — актриса, певица, сценарист, комик                                                 |
| BAFTA Academy Fellowship Award                                                           | • Терри Гиллиам — кинорежиссёр, сценарист, мультипликатор                                                |
| BAFTA Academy Fellowship Award                                                           | • Нолан Бушнелл — инженер, основатель компании Atari, Inc.                                               |